# Journée de la diaspora polonaise
La Journée de la diaspora polonaise est un jour férié célébré en Pologne le 2 mai, afin de commémorer la diaspora polonaise dans le monde. Établie le 20 mars 2002 par le Sejm de Pologne (chambre basse du parlement), sur proposition du Sénat de Pologne (chambre haute du parlement), sa date coïncide avec celle de la fête du Journée du drapeau national polonais (en). Elle a lieu un jour après la Journée internationale des travailleurs (1er mai), et un jour avant la Journée de la Constitution du 3 mai.